# Mitrella (Plantae)
Mitrella, biljni rod u porodici Annonaceae raširen u tropskoj Aziji i Australiji. Pripada mu osam ili devet vrsta

## Vrste
1. Mitrella beccarii (Scheff.) Diels
2. Mitrella clementis (Merr.) I.M.Turner
3. Mitrella dielsii J.Sinclair
4. Mitrella kentii (Blume) Miq.
5. Mitrella ledermannii Diels
6. Mitrella schlechteri Diels
7. Mitrella silvatica Diels
8. Mitrella tiwiensis Jessup & Bygrave
9. Mitrella touranensis Bân